# Epideira
Epideira é um gênero de gastrópodes pertencente à família Horaiclavidae.

## Espécies
- Epideira beachportensis Cotton & Godfrey, 1938
- Epideira candida (Laseron, 1954)
- Epideira carinata (Laseron, 1954)
- Epideira flindersi Cotton & Godfrey, 1938
- Epideira gabensis Hedley, 1922[3]
- Epideira hedleyi (Iredale, 1931)
- Epideira jaffaensis (Verco, 1909)[4]
- Epideira multiseriata (E. A. Smith, 1877)
- Epideira nodulosa (Laseron, 1954)
- Epideira perksi (Verco, 1896)
- Epideira philipineri (Tenison Woods, 1877)
- Epideira quoyi (Desmoulins, 1842)
- Epideira schoutanica (May, 1911)
- Epideira sibogae (Schepman, 1913)
- Epideira striata (Gray, 1826)
- Epideira torquata Hedley, 1922
- Epideira tuberculata (Laseron, 1954)

Espécies trazidas para a sinonímia
- Epideira beachportensis Cotton & Godfrey, 1938: sinônimo de Epidirona beachportensis (Cotton & Godfrey, 1938)
- Epideira flindersi Cotton & Godfrey, 1938: synonym of Epidirona flindersi (Cotton & Godfrey, 1938)
- Epideira torquata Hedley, 1922: sinônimo de Epidirona torquata (Hedley, 1922)